# Port lotniczy Samedan
Port lotniczy Samedan – szwajcarski port lotniczy położony 5 km od Sankt Moritz, w miejscowości Samedan, w kantonie Gryzonia. Jest najwyżej położonym portem lotniczym w Europie (1707 m n.p.m.).
Posiada jeden utwardzony (asfalt) pas startowy o długości 1800 i szerokości 40 m.